# روی قلبت کلیک کن
روی قلبت کلیک کن (کره‌ای: 클릭유어하트 و انگلیسی: Click Your Heart) یک مجموعه اینترنتی در سال ۲۰۱۶ است که از ناور تی‌وی پخش می‌شد. داستان در «دبیرستان نئوز»، یک موسسۀ آموزشی تخیلی، اتفاق می‌افتد.

## شخصیت‌ها

### دانش‌آموزان دبیرستان نئوز
- کوان مینا در نقش خودش
- جوهو در نقش خودش
- رو وون در نقش خودش
- چانی در نقش خودش
- داوون در نقش خودش
- هی‌یونگ در نقش خودش
- ته‌یانگ در نقش خودش
- یونگ‌بین در نقش خودش
- این‌سونگ در نقش خودش
- جه‌یون در نقش خودش
- کیم سول هیون در نقش خودش
- شین جیمین در نقش خودش
- ای‌اوای کریم در نقش هواداران رو وون